# Dinosaur Jr.
Dinosaur Jr. is een Amerikaanse alternatieve rockgroep die in 1984 werd opgericht in Amherst, Massachusetts. In de jaren tachtig was de groep vernieuwend op het gebied van indierock.

## Achtergrond
Dinosaur Jr. werd in 1984 opgericht door zanger/gitarist J Mascis en bassist Lou Barlow nadat hun vorige band, Deep Wound, uit elkaar was gegaan. In eerste instantie heette de band simpelweg Dinosaur, maar om juridische redenen werd de naam aangepast. Drummer Murph complementeerde het trio.
De groep begon in de jaren tachtig met het mengen van alternatieve rock en harde gitaren, vergelijkbaar met de werkwijze van Pixies. In die periode maakte de band volgens de critici ook de beste muziek. In 1988 werd Barlow door Mascis uit Dinosaur Jr. gezet. Mascis vertelde hem dat hij de band had opgedoekt om een dag later in een nieuwe bezetting zonder Barlow door te gaan. Barlow richtte zijn aandacht daarna op onder andere Sebadoh. Hij werd vervangen door Mike Johnson die eerder in de punkband Snakepit uit Oregon speelde.
De film 1991: The Year Punk Broke is een documentaire uit 1992 van Dave Markey met onder andere optredens en backstage-beelden van Nirvana, Sonic Youth, Babes in Toyland en Dinosaur Jr. vlak voor de grote doorbraak van de grunge. In de jaren negentig vergaarde de band enige bekendheid in de nasleep van grungebands als Nirvana. In 1993 verliet Murph de band en ging in 1995 bij The Lemonheads spelen. Van toen af aan nam J Mascis het drumspel voor zijn rekening bij opnamen. Drummer George Berz werd aangetrokken voor de optredens. 
In 1997 ging de band uit elkaar, maar niet definitief. Op 6 juni 2005 startte de band in zijn originele bezetting een nieuwe wereldtournee met een uitverkocht reünieoptreden in Vera (Groningen). In 2007 verscheen ook weer een nieuw album van de band en begon de groep aan een wereldtournee, waarin het onder andere Pukkelpop en Lowlands aandeed. Op Lowlands speelde J Mascis mee met Sonic Youth.

## Discografie

### Albums
| Album met eventuele hitnotering(en) in de Nederlandse Album Top 100 | Datum van verschijnen | Datum van binnenkomst | Hoogste positie | Aantal weken | Opmerkingen   |
| ------------------------------------------------------------------- | --------------------- | --------------------- | --------------- | ------------ | ------------- |
| Dinosaur                                                            | 1985                  | -                     | -               | -            |               |
| You're Living All Over Me                                           | 1987                  | -                     | -               | -            |               |
| Bug                                                                 | 1989                  | -                     | -               | -            |               |
| Just Like Heaven                                                    | 1989                  | -                     | -               | -            | EP            |
| Green Mind                                                          | 19-02-1991            | -                     | -               | -            |               |
| Fossils                                                             | 1991                  | -                     | -               | -            | Verzamelalbum |
| Whatever's Cool with Me                                             | 1991                  | -                     | -               | -            | EP            |
| Where You Been                                                      | 1993                  | 06-03-1993            | 82              | 4            |               |
| Without a Sound                                                     | 1994                  | 17-09-1994            | 91              | 3            |               |
| Quest                                                               | 1995                  | -                     | -               | -            | Verzamelalbum |
| Hand It Over                                                        | 1997                  | -                     | -               | -            |               |
| Take a Run at the Sun                                               | 1997                  | -                     | -               | -            | EP            |
| BBC: In Session                                                     | 1999                  | -                     | -               | -            | Livealbum     |
| Ear-Bleeding Country: The Best of Dinosaur Jr.                      | 2001                  | -                     | -               | -            | Verzamelalbum |
| Zombie Worm                                                         | 2006                  | -                     | -               | -            | Verzamelalbum |
| Beyond                                                              | 27-04-2007            | -                     | -               | -            |               |
| Farm                                                                | 19-06-2009            | -                     | -               | -            |               |
| I Bet on Sky                                                        | 14-09-2012            | -                     | -               | -            |               |
| Bug: Live At The 9:30 Club, Washington, DC, June 2011               | 2012                  | -                     | -               | -            | Livealbum     |
| Chocomel Daze                                                       | 2012                  | -                     | -               | -            | Livealbum     |
| Give a Glimpse of What Yer Not                                      | 05-08-2016            | 20-08-2016            | 49              | 1            |               |
| Sweep It Into Space                                                 | 23-04-2021            | -                     | -               | -            |               |

### Documentaire
- 1991: The Year Punk Broke
- Freakscene: the story of Dinosaur Jr. (2021)